# Robert Mills (físico)
Robert L. Mills (15 de abril de 1927 - 27 de octubre de 1999) fue un físico, especializado en Teoría cuántica de campos, teoría de las aleaciones y la "teoría de Muchos cuerpos" (many-body theory). Mientras compartía su oficina en el Laboratorio Nacional de Brookhaven (Brookhaven National Laboratory), en 1954, Chen Ning Yang y Robert Mills propusieron una ecuación tensorial para lo que hoy en día se llama el Campo de Yang-Mills. Esta ecuación se reduce a las ecuaciones de Maxwell en un caso particular, ver Gauge:
{\displaystyle \partial _{\mu }F^{\mu \nu }+2\epsilon (b_{\mu }\times F^{\mu \nu })=J^{\nu }}.
Mills nació en Englewood, Nueva Jersey y se graduó en la "George School". Estudio en la Universidad de Columbia entre 1944 y 1948. Mills demostró sus habilidades matemáticas al ganar la competencia matemática William Lowell Putnam en 1948, y al recibir los honores como el primero de la clase en Tripos. Obtuvo su maestría en la Universidad de Cambridge y su doctorado en Física en Columbia en 1955, bajo la dirección de Norman Kroll. Luego de un año en el instituto de estudios avanzados en Princeton, Nueva Jersey, Mills fue profesor de Física en la universidad estatal de Ohio desde 1956 hasta su retiro en 1995.
Mills y Yang compartieron el Premio Rumford de la Academia Estadounidense de las Artes y las Ciencias por su desarrollo de la teoría generalizada de campos invariantes de Gauge.
- Datos: Q547394
- Multimedia: Robert Laurence Mills (physicist) / Q547394